# Tapocyon
Il tapocione (gen. Tapocyon) è un mammifero carnivoro estinto, appartenente ai carnivoramorfi. Visse nell'Eocene medio (circa 46 - 41 milioni di anni fa) e i suoi resti fossili sono stati ritrovati in Nordamerica.

## Descrizione
Questo animale doveva essere della taglia di un coyote, ma l'aspetto forse richiamava più quello di un coati. Al contrario di canidi e procionidi, tuttavia, Tapocyon possedeva artigli protrattili come quelli dei felidi. 
La dentatura di Tapocyon era piuttosto caratteristica e lo distingueva da altri carnivoramorfi della sua epoca, come Miacis, Vulpavus e Lycophocyon. Nella dentatura superiore, il primo molare era più piccolo del secondo e dotato di un'estensione labiale pronunciata sulla regione parastilare, mentre il quarto premolare era dotato di parastilo e protocono ridotti; nella dentatura inferiore, il quarto premolare era dotato di una piccola cuspide ben visibile sulla parte posteriore del cingulide, mentre il primo e il secondo molare erano dotati di un trigonide notevolmente ridotto, simile a quello dei feliformi. 
La mandibola, inoltre, andava assottigliandosi progressivamente verso la parte anteriore. È probabile che vi fossero una bolla ectotimpanica e una endotimpanica entrambe ossificate, espanse soprattutto in direzione posteriore.
Lo scheletro postcranico era caratterizzato, oltre che da artigli protrattili, da una grande flangia sull'omero simile a quella che si trova nei coati, e che con tutta probabilità serviva da punto di ancoraggio per un potente muscolo supinatore.

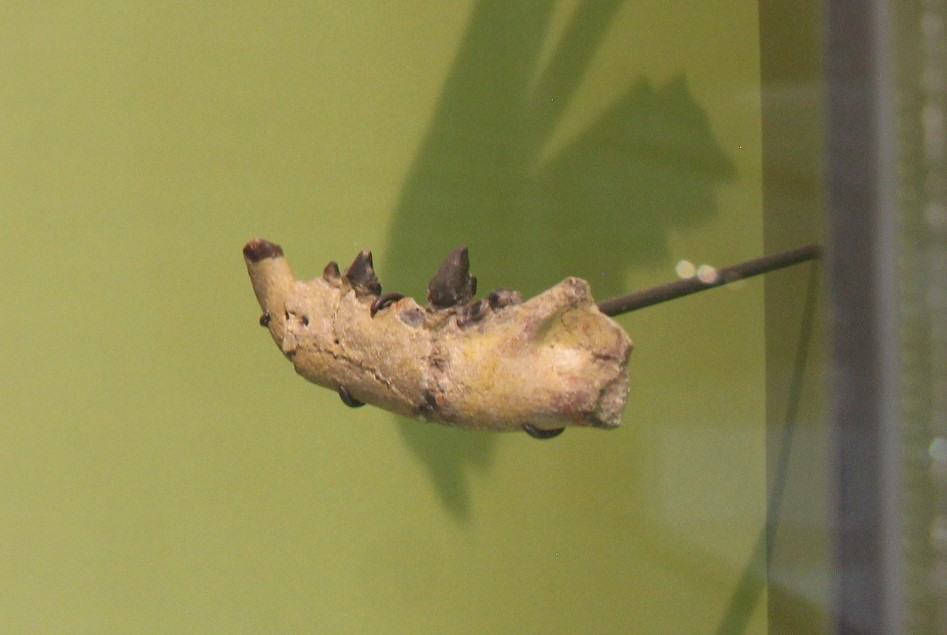
Mandibola di Tapocyon robustus

## Classificazione
Tapocyon è classicamente considerato un membro dei miacidi, il gruppo di mammiferi a lungo ritenuti ancestrali ai veri Carnivora, ma attualmente considerati al di fuori di quest'ordine, pur nell'ambito del clade Carnivoramorpha. A causa delle sue caratteristiche miste, Tapocyon è variamente considerato un rappresentante dei Miacidae, un arcaico rappresentante dei Caniformia o un membro basale dei Feliformia; la classificazione di molti carnivoramorfi arcaici, in ogni caso, è incerta.
I primi fossili di Tapocyon (uno scheletro parziale comprendente parte della mandibola, pezzi di vertebre e frammenti di omero e femore) vennero ritrovati nella zona di Myton Pocket, nella formazione Uinta in Utah, e vennero descritti per la prima volta da Peterson nel 1919 come una nuova specie di Miacis (M. robustus). Fu poi Stock nel 1934, con la descrizione di una nuova specie ritrovata in California nella zona di Tapo Canyon (formazione Sespe) a istituire un nuovo genere e una nuova specie, Tapocyon occidentalis. Nel 2003, un nuovo studio di Wesley e Flynn identificò una nuova specie, T. dawsonae, proveniente dalla zona di Jeff's Discovery (formazione Santiago, California), determinando però che le specie T. robustus e T. occidentalis erano identiche.

## Paleoecologia
È probabile che Tapocyon fosse un buon arrampicatore e che passasse molto tempo sugli alberi, dove cacciava piccoli animali grazie ai suoi artigli protrattili; questi ultimi erano solitamente tenuti al riparo e sfoderati solo per arrampicarsi o immobilizzare la preda.